# Espironolactona
La espironolactona es un fármaco antagonista del receptor de mineralcorticoides que se clasifica como diurético ahorrador de potasio. Es prescrito en insuficiencia cardíaca congestiva, tratamiento de segunda línea de HTA, tratamiento de hiperaldosteronismo y como coadyuvante en el tratamiento del hirsutismo.

## Historia
Fue sintetizada por primera vez en 1957 por el químico estadounidense James Franklin Hyde. El fármaco fue desarrollado como resultado de la investigación sobre compuestos que podrían inhibir la acción de la aldosterona, una hormona que regula los niveles de sodio y potasio en el cuerpo.
La espironolactona se convirtió en una opción de tratamiento popular para la hipertensión arterial en la década de 1960. Desde entonces, ha sido investigada en otras indicaciones médicas cardiovasculares y hormonales.

## Farmacocinética

### Vías de administración
Se administra por vía oral, en comprimidos de 25 mg, 50 mg o 100 mg.

### Absorción
La espironolactona, después de su administración oral, se absorbe en el tracto gastrointestinal con una biodisponibilidad cercana al 80-90 %. Aunque los alimentos pueden aumentar este porcentaje (y posiblemente disminuyen el efecto de primer paso). Aun así la administración de espironolactona en pacientes en estado de ayuno o en estado postprandial tiene efectos terapéuticos muy similares.

### Distribución
Se une equiparablemente a albúmina y a Glicoproteína ácida α1 en un 80 %, mientras que el 99.2 % de la canrenona (uno de los metabolitos activos) tiene unión específicamente a albúmina. La unión a estas proteínas disminuye su biodisponibilidad. Dada su característica lipofílica puede atravesar la barrera hematoencefálica y placentaria. La canrenona puede ser encontrada en leche materna.

### Metabolismo y metabolitos
La Espironolactona se metaboliza en el hígado por medio de enzimas CYP3A4 y 5 y, en menor media, CYP2C8, dando origen a 10 metabolitos en los que se encuentran la 7a-tiometilespironolactona (7a-TMS), canrenona (CAN) y la 6β-hidroxi-7α-tiometilespironolactona (6β-OH-7α-TMS), considerados fisiológicamente activos. La vida media de la espironolactona es de 1.4 horas  mientras que para CAN, 7a-TMS y 6β-OH-7α-TMS es de 16.5, 13.8 y 15 horas respectivamente en pacientes saludables.

### Excreción
No hay excreción de espironolactona intacta por orina. Los metabolitos de la espironolactona se excretan del 42 al 56 % en la orina y del 14,2 al 14,6 % en las heces.

## Farmacodinámica

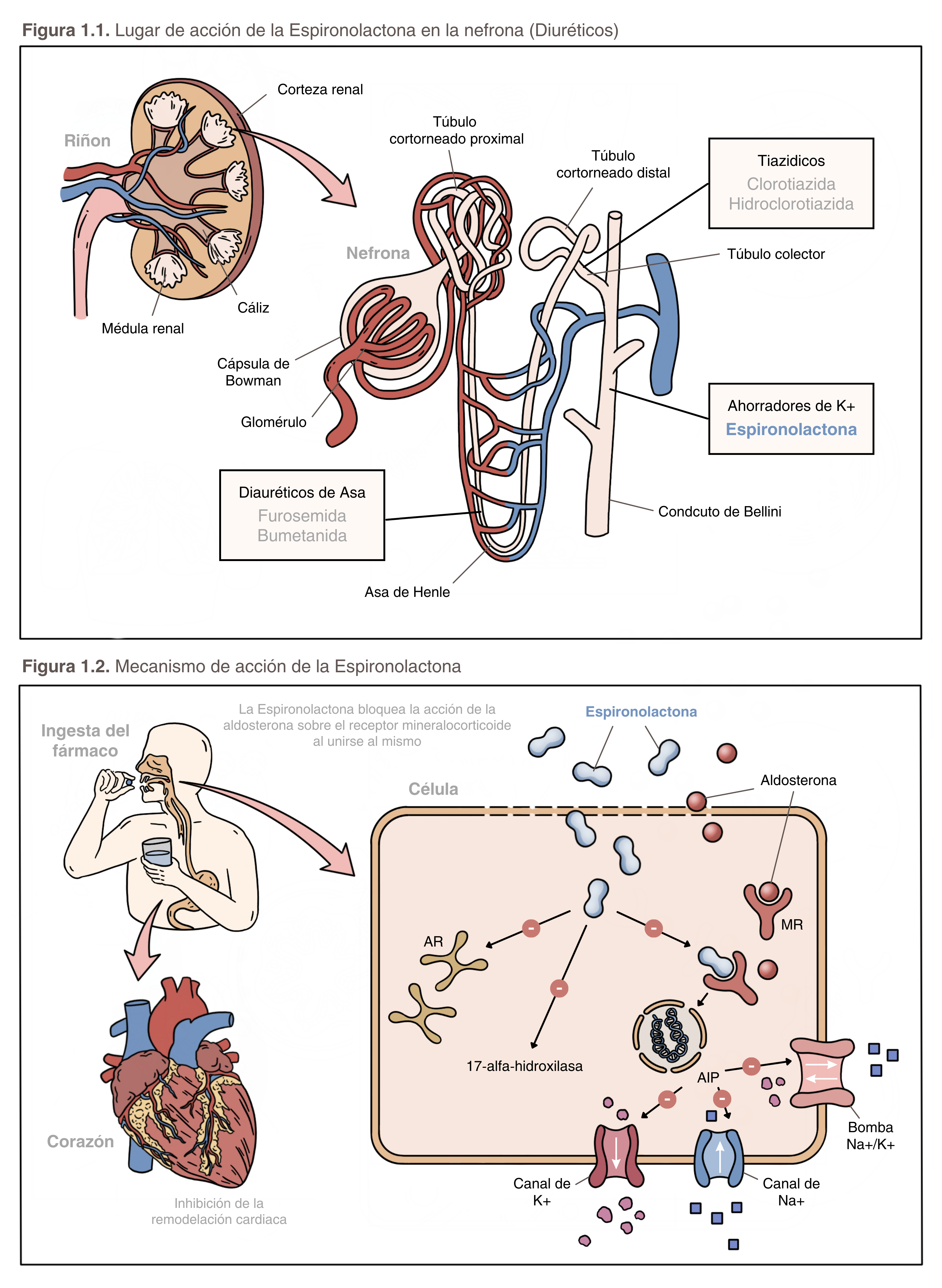
En la figura 1.1 se observan los efectos macroscópicos de diferentes diuréticos. En la figura 1.2 se representa el mecanismo molecular de la espironolactona sobre diferentes receptores como de mineralocorticoides (MR), y de andrógenos (AR), además de sus efectos sobre la 17-alfa-hidroxilasa.

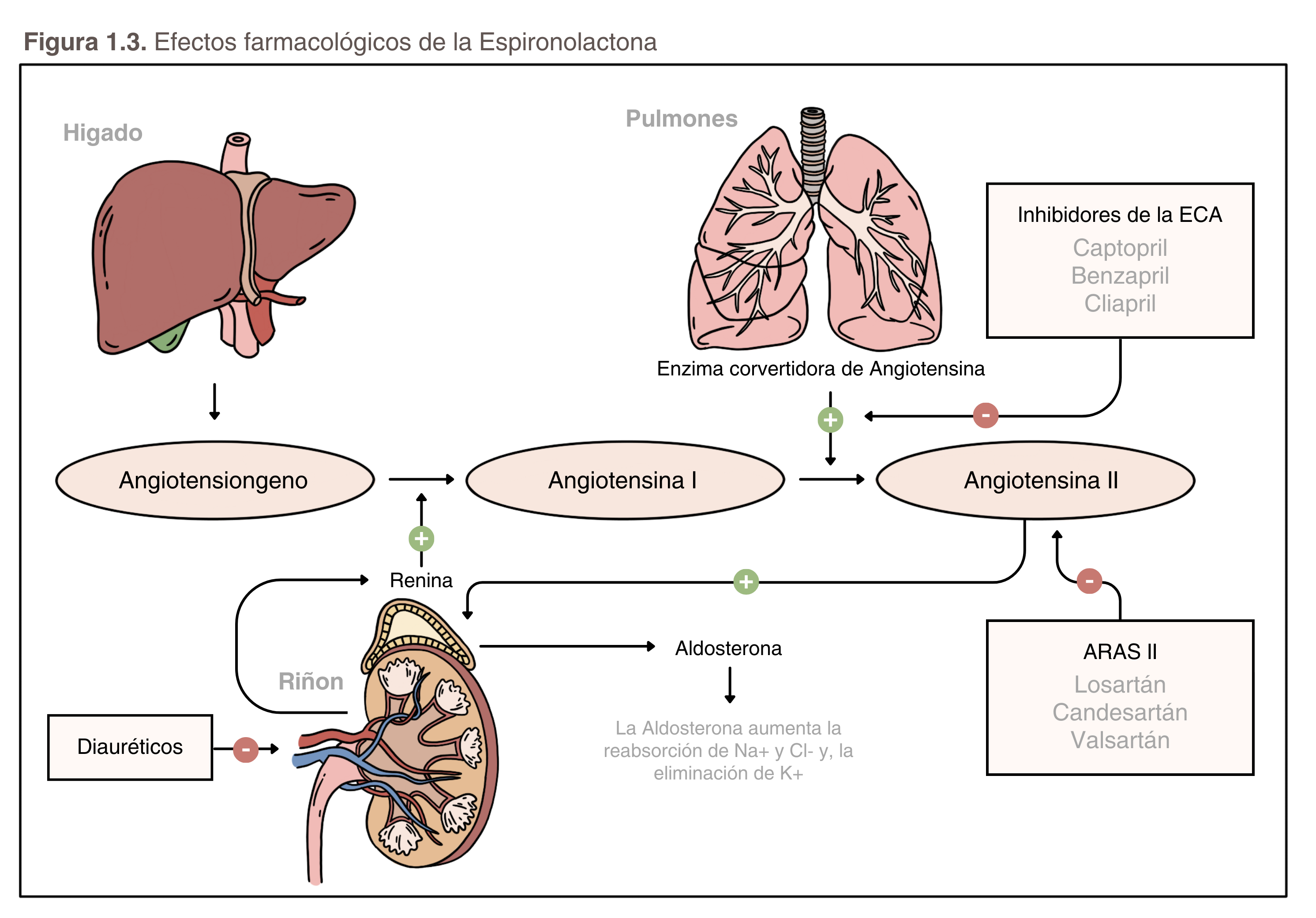
En la imagen 1.3 se ilustra el Sistema renina-angiotensina-aldosterona (RAA), en el cual tiene su efecto la espironolactona

### Mecanismo de acción
La espironolactona  y sus metabolitos son antagonistas de los receptores de aldosterona y de andrógenos, por lo cual tendrá los siguientes efectos en la fisiología:
Efectos en el transporte de Na+
Reduce la reabsorción de sodio al bloquear los receptores de aldosterona, lo cual lleva a una regulación negativa en la transcripción de los canales de sodio epiteliales (EnaC) en los túbulos contorneado proximal y distal del riñón. Al evitar la reabsorción de sodio aumenta la diuresis.
Efectos en la conversión a testosterona
La espironolactona reduce la actividad de la enzima 17-α-hidroxilasa y, por tanto, disminuye la conversión a testosterona a partir de pregnenolona y progesterona. La disminución de testosterona en la piel disminuye el hirsutismo. Además, es antagonista directo de los receptores de andrógenos, por lo que disminuye las características masculinas secundarias.
Efectos en el eje renina-angiotensina- aldosterona
El efecto antagónico de la espironolactona sobre el receptor de aldosterona significa una interferencia en el eje RAA. Esto conlleva a un aumento en la producción de renina. El uso de grandes dosis de espironolactona puede conllevar a que el resto de intermediarios del eje RAA también se encuentren en mayor concentración. Esto es atribuible a la interferencia en el eje de retrocontrol. Cabe resaltar que la espironolactona no inhibe o interfiere de manera directa la producción de aldosterona.
Efectos cardiovasculares
A pesar de ser un diurético débil, ocasiona una disminución del volumen efectivo circulante de manera efectiva y sostenida. Gracias a esto, disminuye la precarga y tiene utilidad en el tratamiento de la hipertensión arterial resistente y falla cardiaca.  Se ha usado tanto sola como junto a diuréticos tiazídicos. Dado que la activación del eje RAA (junto con sistema nervioso simpático) tiene una importante participación en el proceso de remodelación cardiaca, también puede tener utilidad en estas afecciones. La activación sostenida del eje RAA activa vías de señalización intracelulares que estimulan la síntesis de proteínas en miocitos y fibroblastos, causando hipertrofia celular y fibrosis, lo que conlleva a pérdida de la función cardíaca. Los fármacos que intervienen en este eje se han hecho un lugar crucial en el tratamiento para prevenir y atenuar este proceso tisular que puede dar lugar a diferentes comorbilidades y complicaciones.
Para el tratamiento de la hipertensión resistente la dosis oscila entre los 25 y 50 mg combinadas con tratamientos convencionales pueden lograr una disminución en la presión.
Efectos sobre la homeostasis del K+
Existe un aumento dosis-dependiente de la concentración plasmática de potasio. La hipercalemia es más frecuente en pacientes con fallo renal.

### Interacciones
| Fármaco                                                    | Resultado de la interacción con espironolactona                                                 |
| ---------------------------------------------------------- | ----------------------------------------------------------------------------------------------- |
| Diuréticos ahorradores de potasio y suplementos de potasio | Farmacodinámico: alto riesgo de hiperpotasemia                                                  |
| Carbenoxolona                                              | Farmacodinámico: Disminuye la eficacia de la espironolactona, al aumentar la retención de sodio |
| IECA                                                       | Farmacodinámico:Esta conjunción está relacionada con la aparición de hiperpotasemia             |
| Corticoides                                                | Farmacodinámico: Puede llevar a depleción de electrolitos (generalmente, hipopotasemia)         |
| Metilfenidato                                              | Farmacodinámico: Disminuye el efecto hipotensivo de la espironolactona                          |
| Ciprofloxacino                                             | Farmacodinámico: La espironolactona aumenta los efectos arritmogénicos del ciprofloxacino       |
| Alcohol, barbitúricos o narcóticos                         | Farmacodinámico. Puede producirse un aumento de los efectos de hipotensión ortostática          |

## Uso clínico

### Insuficiencia cardíaca congestiva
La insuficiencia cardíaca congestiva se produce cuando el corazón no puede bombear adecuadamente grandes volúmenes de sangre debido a una pérdida de la función. La espironolactona es un medicamento que reduce la reabsorción de sodio y agua, lo que lleva a una disminución del volumen de sangre circulante y, por lo tanto, de la precarga en el corazón. Debido a estos mecanismos se ha demostrado que la espironolactona es beneficiosa y por lo tanto se utiliza en el tratamiento de esta enfermedad, generalmente en dosis de 12.5 a 50 mg administradas una vez al día.

### Hiperaldosteronismo primario
El hiperaldosteronismo primario es una condición en la cual la glándula suprarrenal produce aldosterona en niveles anormalmente altos de manera autónoma, sin seguir la regulación del sistema renina angiotensina aldosterona. En el tratamiento de esta condición, la espironolactona resulta beneficiosa ya que ayuda a contrarrestar los niveles elevados de esta hormona bloqueando sus receptores. En pacientes con hiperaldosteronismo primario, se recomienda utilizar espironolactona en dosis de 12.5 a 50 mg una o dos veces al día. En casos más graves de la enfermedad, se han registrado dosis máximas de hasta 200 mg al día. La espironolactona es el fármaco de primera elección en pacientes con hiperaldosteronismo primario que son candidatos a cirugía. Sin embargo, en caso de que el paciente muestre resistencia al fármaco, puede considerarse el uso de eplerenona como una alternativa.

### Ovario poliquístico
El ovario poliquístico es una enfermedad en la cual los ovarios producen una cantidad excesiva de andrógenos con respecto a  estrógenos y progesterona, lo cual conlleva a signos clínicos como irregularidades menstruales, hirsutismo y acné. La espironolactona tiene efectos positivos en el tratamiento del ovario poliquístico ya que se une a los receptores andrógenos, bloqueandolos. Además, es especialmente efectivo en el tratamiento del acné secundario al síndrome de ovario poliquístico, puesto que disminuye la actividad de la 17α hidroxilasa y por ende la producción de testosterona.

### Hipertensión resistente
La hipertensión resistente es una condición en la cual la presión arterial no se controla a pesar del uso de múltiples fármacos antihipertensivos. La aldosterona puede contribuir a la hipertensión al aumentar el volumen sanguíneo y la resistencia vascular, secundario a su efecto incrementando reabsorción de sodio y agua. El bloquear los receptores de aldosterona con el uso de espironolactona es una alternativa en el tratamiento de la hipertensión resistente.

## Efectos adversos
Para la evaluación de las reacciones adversas (RAM) se tienen en cuenta los criterios de la CIOSM.
| Grupo CIOSM     | Tipo de reacción                                                                                                |
| --------------- | --- |
| Muy frecuentes  | Dolor de cabeza, mareos, somnolencia.                                                                           |
| Frecuentes      | Trastornos gastrointestinales (náuseas, vómito, diarrea). Ginecomastia Alteraciones menstruales Hiperpotasemia. |
| Poco frecuentes | Erupción cutánea. Prurito Reacciones de hipersensibilidad Disminución de la libido Impotencia en hombres.       |
| Raros           | Arritmias, bradicardia, bloqueo AV. Leucopenia Trombocitopenia.                                                 |
| Muy raros       | Síndrome Steven Johnson                                                                                         |

## Contraindicaciones
- La espironolactona es categoría C durante el embarazo, con riesgos para la madre y el feto; en especial en mujeres con falla cardíaca, cirrosis e hipertensión no controlada durante la gestación. Además afecta la diferenciación del feto masculino durante la embriogénesis. Durante la lactancia no se presenta espironolactona en la leche materna. Podría presentarse el metabolito activo canrenona, sin embargo no se han reportado efectos adversos al respecto.
- El efecto ahorrador de potasio hace que esté contraindicada en personas con Hiperpotasemia, ya que empeora la condición, con consecuencias graves como arritmias cardiacas mortales.
- En pacientes con falla renal hay dificultad para eliminar el exceso de potasio causado por la espironolactona lo que puede llevar a hiperpotasemia.[13]

### Sobredosis
La espironolactona es un medicamento relativamente seguro en cuanto a su ventana terapéutica. Sin embargo, la sobredosis de este suelen manifestarse con somnolencia, confusión mental, erupciones cutáneas y manifestaciones gastrointestinales como diarrea o vómito. En algunas ocasiones puede presentarse hiponatremia o hiperpotasemia dado al mecanismo de acción propio del fármaco, en especial en pacientes con deterioro u enfermedad renal.
El tratamiento para la sobredosis de espironolactona se basa en la evacuación mediante la inducción del vómito o lavado estomacal ante la ausencia de un antídoto en específico. El tratamiento se apoya con la hidratación del paciente, el equilibrio electrolítico ante el riesgo de manifestaciones en otros órganos y la vigilancia de los signos vitales del paciente.
Pacientes con insuficiencia o falla renal pueden desarrollar hiperpotasemia, en este caso se debe suspender de manera inmediata el medicamento si la condición es leve. En casos de hiperpotasemia moderada o grave además de suspender el medicamento se puede administrar por vía intravenosa solución de cloruro cálcico, solución de bicarbonato sódico y/o la administración oral o parenteral de glucosa con un preparado de insulina de acción rápida; también son alternativas al tratamiento el uso de resinas de intercambio catiónico, como el sulfonato de poliestireno sódico por vía rectal.
La diálisis estará indicada en caso de hipercalemia grave secundaria al uso de espironolactona se hará el uso de diálisis.

### Presentaciones
La espironolactona se administra usualmente en comprimidos orales de 25, 50 y 100 mg o en suspensión de 25mg/5ml. La crema tópica también es una forma de administración de la espironolactona usada en el tratamiento del hirsutismo y el acné resistente. La espironolactona no se administra por vía intravenosa debido a su baja solubilidad en medios acuosos.

## Uso veterinario
Los especialistas veterinarios recomiendan su uso en perros durante el tratamiento de la enfermedad de válvula mitral.

## Otros usos

### Usos no incluidos en el registro sanitario (Off Label)
La espironolactona ha sido utilizada para la terapia de feminización en personas transgénero desde los años 80, gracias a su efecto antiandrogénico tanto en el antagonismo del receptor de andrógenos como en la inhibición de la 17α hidroxilasa. Su uso en combinación con estradiol ha demostrado reducir los niveles de testosterona en sangre. Sin embargo, las pacientes que estén realizando este tipo de terapia pueden presentar hipercalemia como efecto adverso, por lo que se recomienda medir el potasio sérico cada 3 a 4 meses durante los dos primeros años y, posteriormente, cada año.

## Anécdotas

En el diagrama se enlistan diferentes opciones terapéuticas dentro del esquema central de los "4 fantásticos". La espironolactona se encontraría dentro de los antagonistas de receptores mineralocorticoides.

Este medicamento es conocido (junto con el sacubitril-valsartán, los inhibidores SGLT2 y los betabloqueadores) como uno de los cuatro fantásticos del tratamiento de la falla cardíaca.